# Vertissolo
Vertissolos é uma ordem caracterizada por solos usualmente de textura argilosa a muita argilosa, com alta plasticidade e pegajosidade quando encharcados, e formação de fendilhamentos quando secos. O fenômeno do fendilhamento decorre por serem constituídos de argilas expansivas do tipo 2:1 que exibem alta capacidade de absorção de água entre suas lâminas e consequentemente forte expansão, assim como intensa contração com a desumidificação. Vertissolos integram solos de alta fertilidade, todavia com forte restrição agrícola; o excesso de plasticidade e pegajosidade, como também a criação de fendas, inviabilizam o uso de maquinários agrícolas e danam as raízes das plantas, sufocando-os pela anoxia (quando mui úmidos) ou rompendo-as (quando mui secos).

## Critérios
Para a categorização de um solo na ordem Vertissolo é requisito a existência de um horizonte vértico, sendo esse definido pelos seguintes critérios:
1. Conter feições pedológicas típicas de superfícies de fricção (slickensides) em abundância, e/ou unidades estruturais cuneiformes e/ou paralelepipédicas.
2. Conter no período mais seco do ano fendas com pelo menos 1 cm de largura.
3. Conter textura argilosa a muito argilosa; admitindo-se na faixa de textura média um mínimo de 30% de argila (300 g/kg).
4. Ser muito duro ou extremamente duro quando seco; e plástico a muito plástico bem como pegajoso a muito pegajoso quando molhado.
5. Apresentar cores escuras, acinzentadas, amareladas ou avermelhadas.
6. Espessura mínima de 20 cm.
Além dos critérios para o horizonte vértico, é necessário também que o perfil do solo como um todo satisfaça aos seguintes critérios:
7. Ocorrência de horizonte vértico dentro de 100 cm a partir da superfície do solo.
8. Relação textural insuficiente que não caracterize um horizonte B textural.
9. Ausência de material lítico, ou lítico fragmentário, ou horizonte petrocálcico, ou horizonte duripã, dentro dos primeiros 30 cm a partir da superfície.
10. Ausência de qualquer horizonte B diagnósticos acima do horizonte vértico.

## Microrrelevo

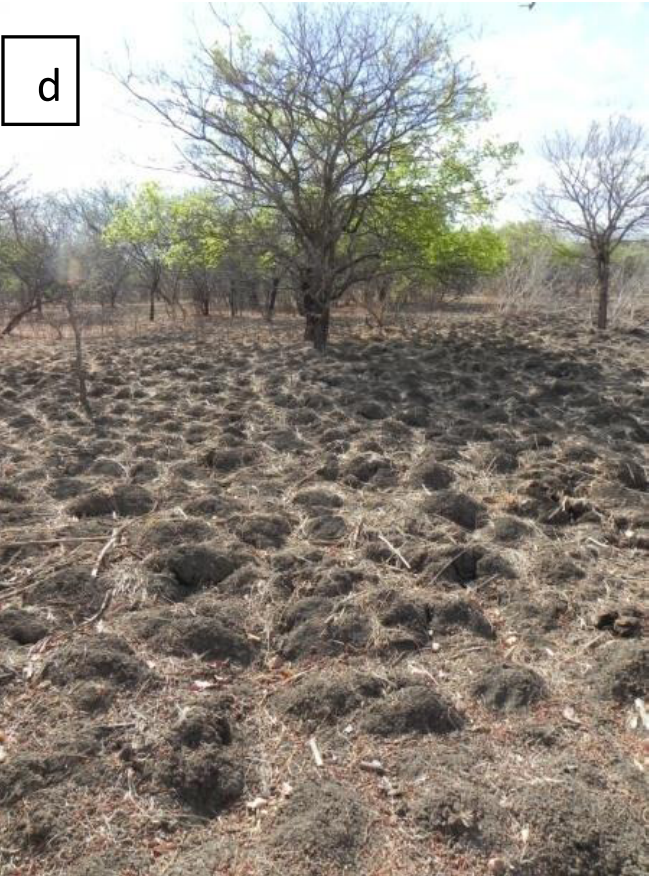
Microrrelevo Gilgai em Vertissolo (Lima, 2014)

Com a contração e formação de fendas, materiais adjacentes podem ser carreados por ação eólica, hídrica ou biológica e adentrar nestas rachaduras, passando a ocupar um volume que dantes era preenchido pelo ar/água. Com a re-umidificação do solo e sua expansão, o material penetrante causa uma resistência que é dissipada através do deslocamento ascendente do solo, formando pequenas elevações distribuídas no relevo do terreno; a este microrrelevo denomina-se gilgai.

## Slickensides
Superfícies de fricção (ou slickensides) são superfícies alisadas e lustrosas, apresentando na maioria das vezes estriamento marcante produzido pelo deslizamento e atrito da massa do solo, causados por movimentação devido à forte expansão do material argiloso quando re-umedecido. São superfícies tipicamente inclinadas em relação ao prumo do perfil. 

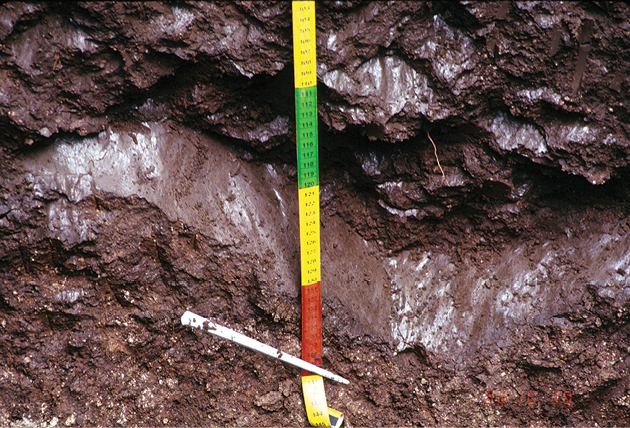
Slickensides, superfícies de fricção (IBGE, 2005)

## Subordens
1. Vertissolos Hidromórficos
Solos com horizonte glei dentro dos primeiros 50 cm, ou entre 50 cm e 100 cm desde que precedido por horizontes com predomínio de cores acinzentadas.
2. Vertissolos Ebânicos
Solos com caráter ebânico (dominância de cores escuras, quase negras) na maior parte dos horizontes B e/ou C dentro de 100 cm da superfície.
3. Vertissolos Háplicos
Outros solos que não se enquadram nas classes anteriores.

## Galeria

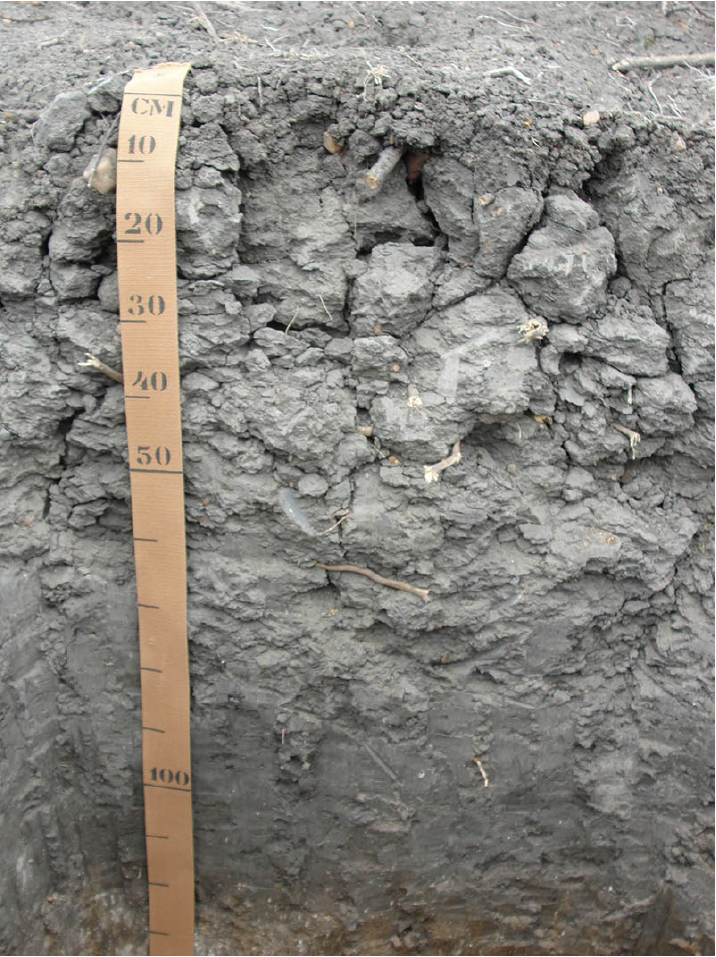
Vertissolo Hidromórfico (SIBCS, 2018)
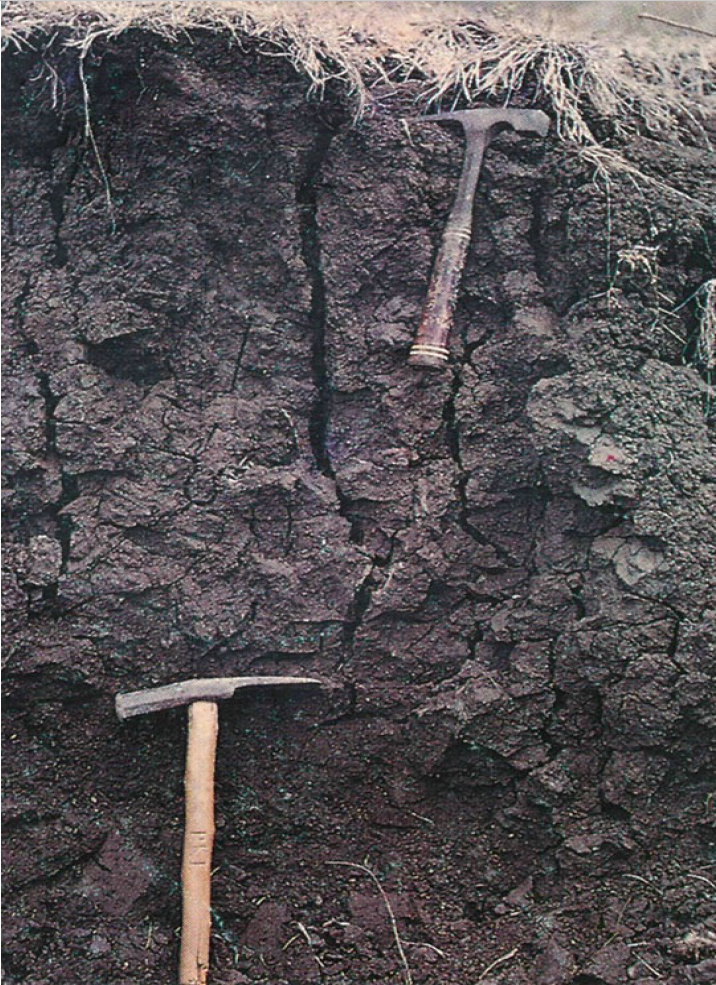
Vertissolo Ebânico (SIBCS, 2018)
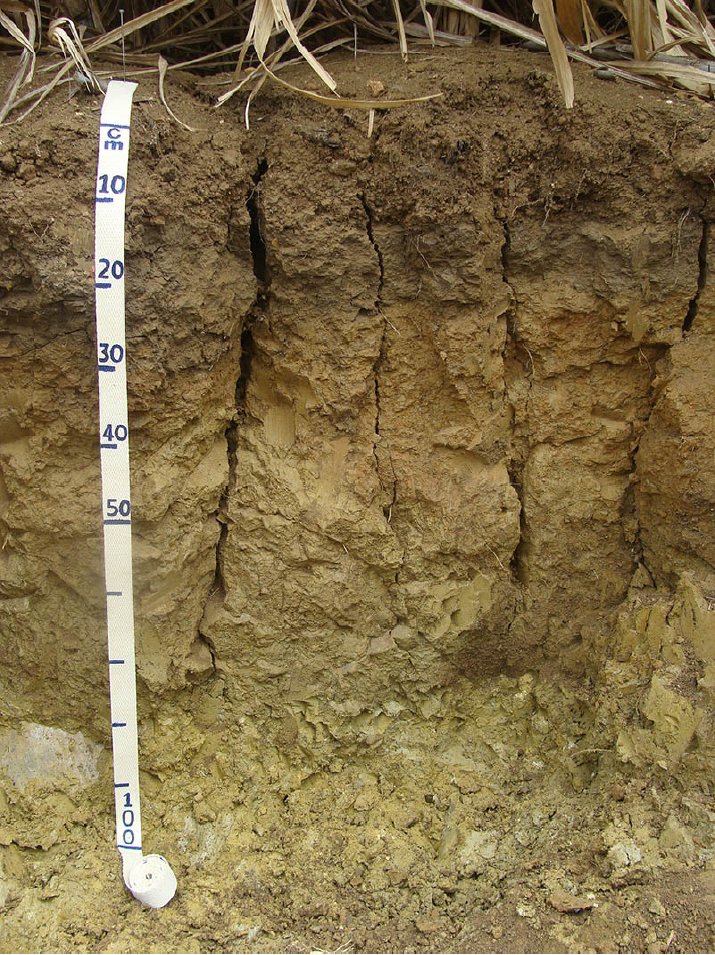
Vertissolo Háplico (SIBCS, 2018)
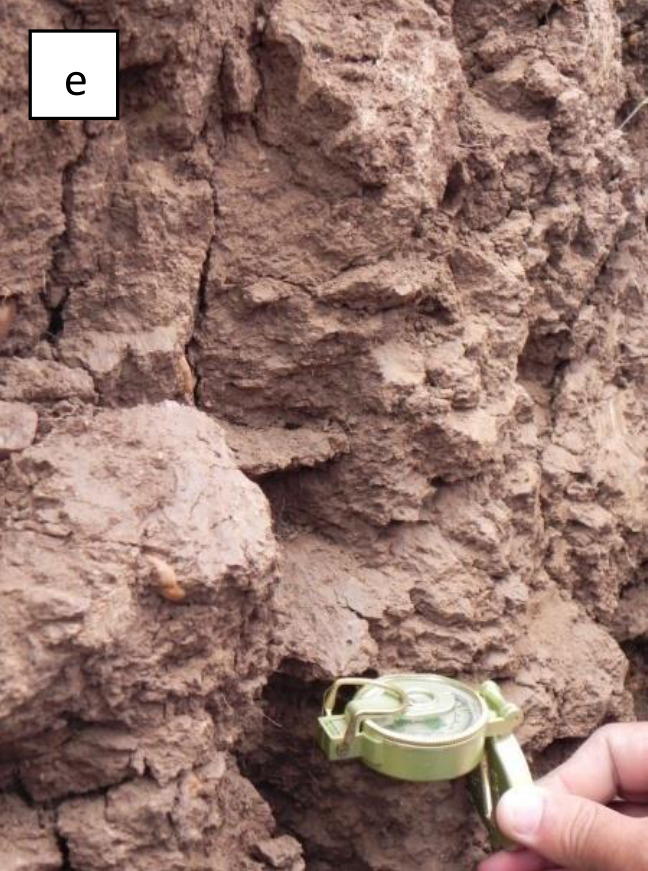
Superfícies de fricção (slickensides) em Vertissolo (Lima, 2014)
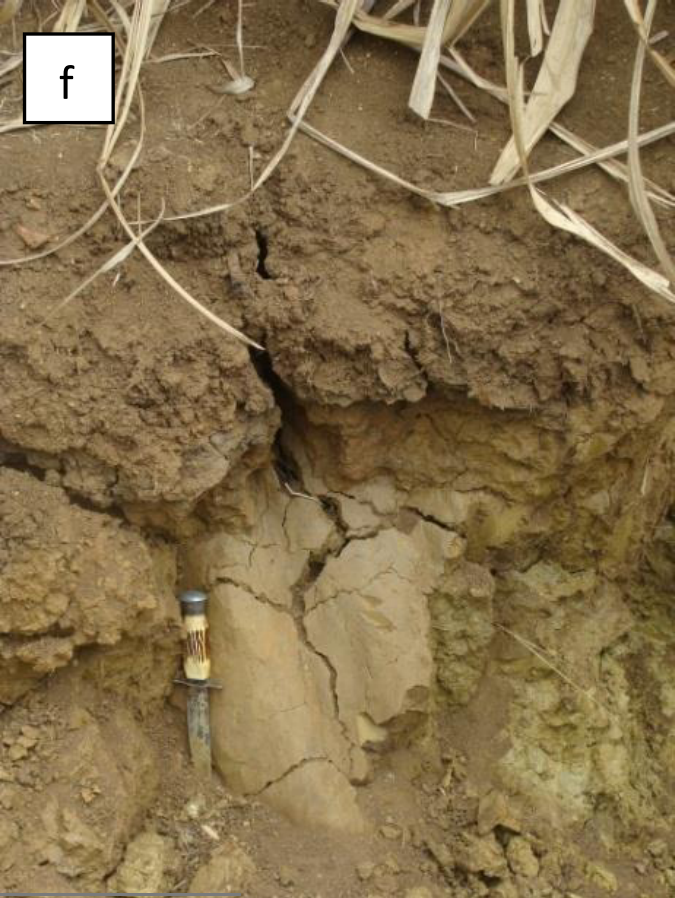
Superfície de fricção (slickenside) em Vertissolo (Lima, 2014)

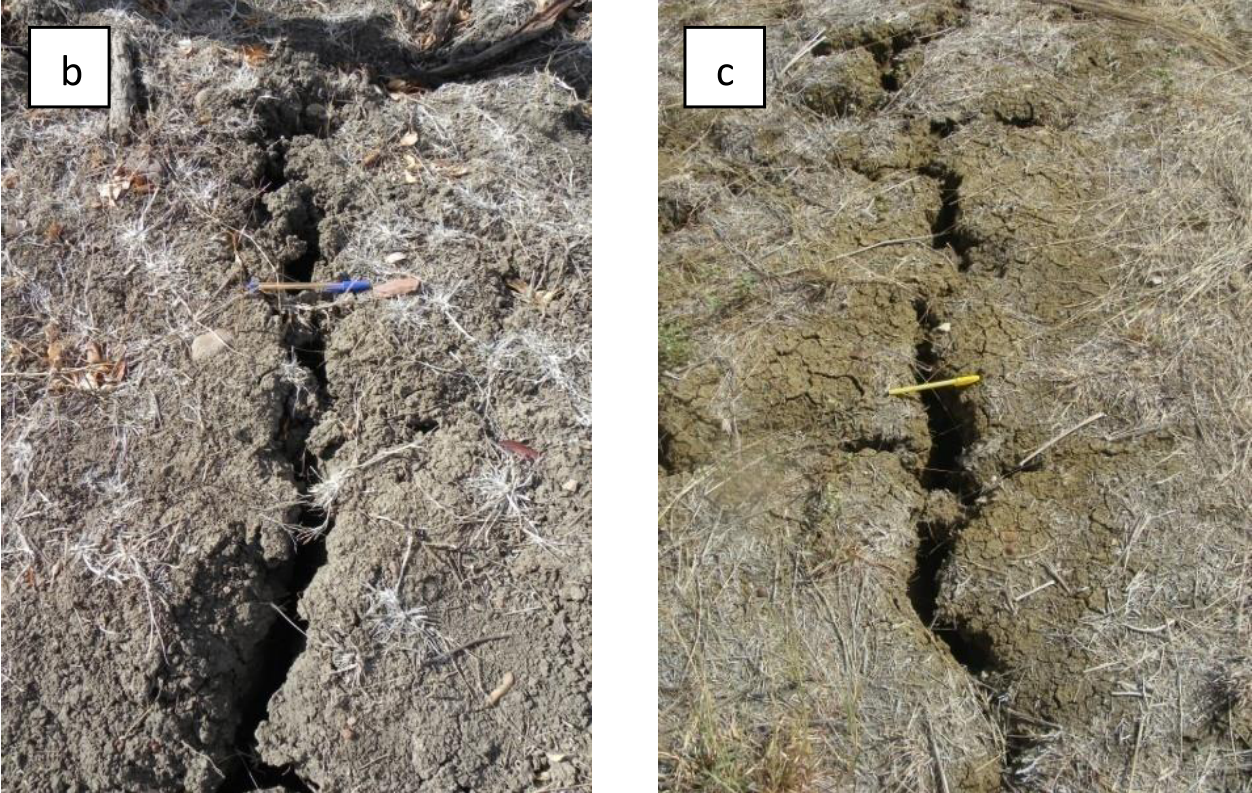
Fendilhamento em Vertissolo (Lima, 2014)
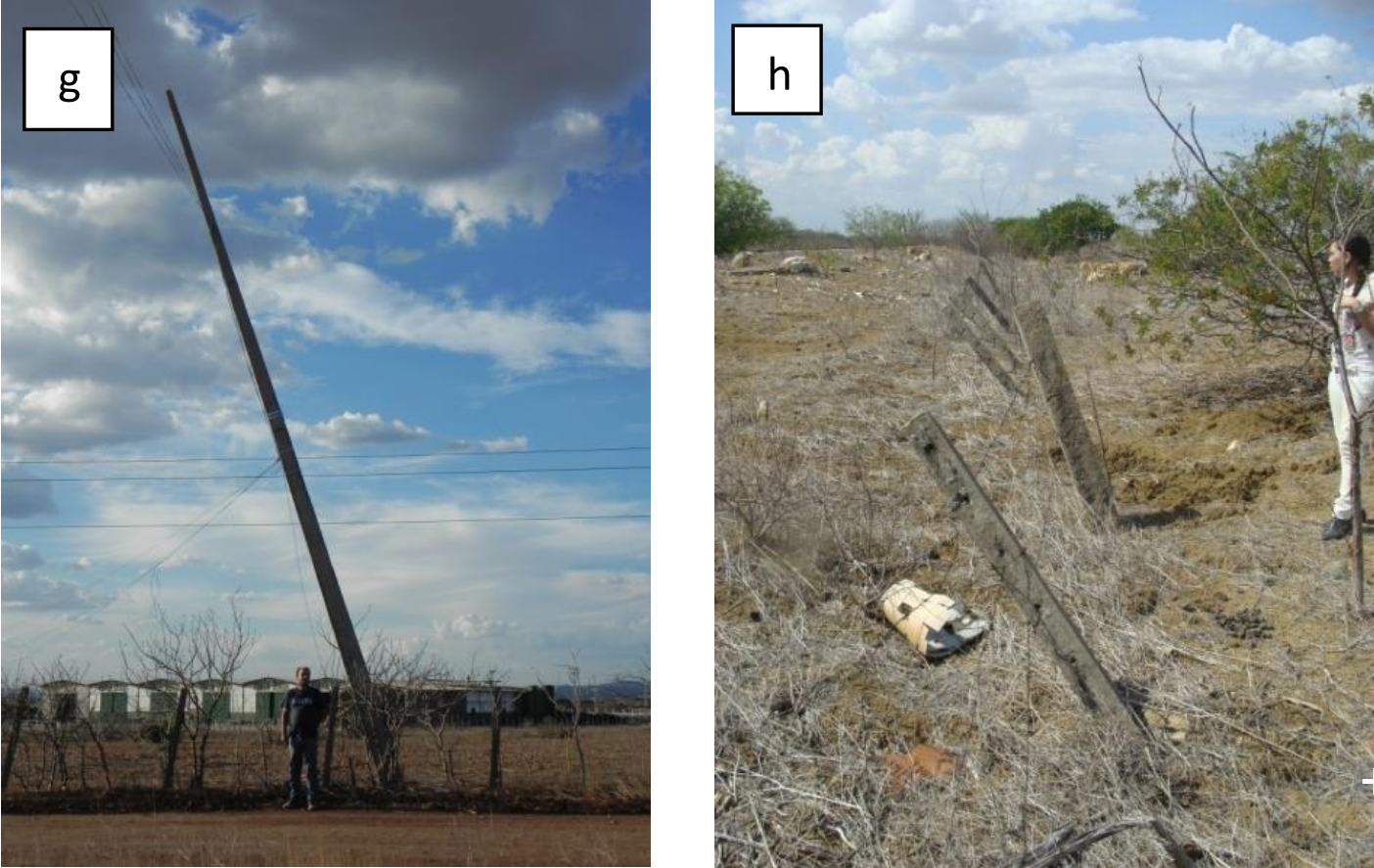
Queda de infraestrutura causa pela instabilidade dos Vertissolos (Lima, 2014)

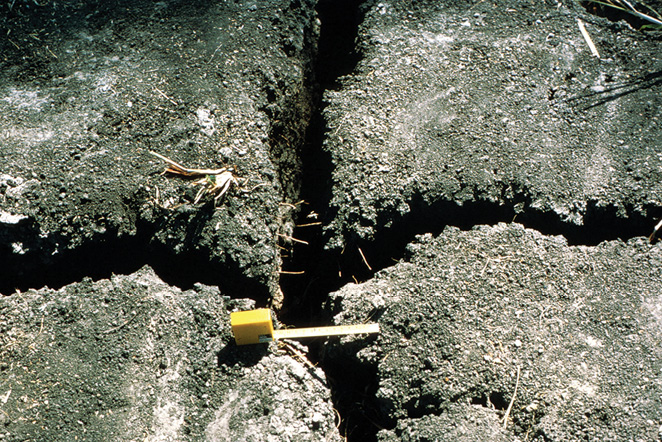
Fendilhamento intenso em Vertissolo (USDA)